# آژانس ملی مبارزه با تروریسم
آژانس ملی مبارزه با تروریسم (اندونزیایی: Nasional Penanggulangan Terorisme، به اختصار BNPT) یک مؤسسه اندونزی است که برای جلوگیری از تروریسم کار می‌کند. BNPT توسط رئیس ای که در برابر رئیس‌جمهور مسئول است فرماندهی می‌شود. مقررات ریاست جمهوری در سال ۲۰۱۲ مقام پست BNPT را به سطح وزیران افزایش داد.
سلف این اداره، دفتر هماهنگی مبارزه با تروریسم بود.

## وظایف
BNPT وظایف زیر را به عهده دارد:
- سیاست‌ها، استراتژی‌ها و برنامه‌هایی را در زمینه پیشگیری از تروریسم تهیه کنید؛
- هماهنگ‌کردن سازمان‌های دولتی مربوطه در اجرای سیاست‌های مربوط به پیشگیری از تروریسم؛
- با تدوین وظایف نیروهای متشکل از عناصر سازمان‌های دولتی مربوطه، مطابق با وظایف، عملکرد و اقتدار هر یک، سیاست‌های مربوط به مبارزه با تروریسم را اجرا کند. زمینه پیشگیری از تروریسم شامل پیشگیری، حفاظت، رادیکالیسم، اقدام و تهیه آمادگی ملی است.

## ساختار سازمانی
ساختار سازمانی BNPT شامل موارد زیر است:
- رئیس
- دبیرخانه اصلی
- معاون پیشگیری، حفاظت و Deradicalization
- معاونت سرکوب و توانایی‌های توسعه
- معاون همکاری بین‌المللی
- اداره بازرسی

## فرماندهان
| شماره. | نام | نام                        | از سال | تا سال |
| ------ | --- | -------------------------- | ------ | ------ |
| ۱      |     | بازرس کل پلیس آنسیاد امبای | ۲۰۱۰   | ۲۰۱۴   |
| ۲      |     | پلیس سعود عثمان ناسوتی     | ۲۰۱۴   | ۲۰۱۶   |
| ۳      |     | پلیس تیتو کارناویان        | ۲۰۱۶   | ۲۰۱۶   |
| ۴      |     | پلیس سوهاردی آلیوس         | ۲۰۱۶   | تاکنون |